# 矢部たかひろ
矢部 たかひろ（やべ - 、1984年6月18日 - ）は、日本のお笑い芸人であり、お笑いコンビタンデム・シップのボケ担当。
愛媛県今治市出身。笑業団体しきかけ一味所属。愛媛大学卒業。

## 人物

### 学生時代
- 保育園時代はビックリマンにはまっていた。
- 小学校時代はピアノを習っており、また、Mr.Childrenの楽曲にはまっていた。
- 中学時代からはゆずにあこがれてアコースティックギターを握り始め、嘉門達夫がパーソナリティを務める『KAMON・FoolYouSの爆裂スーパーファンタジー』にはまっていた。
- 高校時代には真心ブラザーズの楽曲にはまり、フォークデュオを組んでストリートライブを行っていた。
- 大学時代は落語研究会に所属していた。

## 経歴
- 愛媛大学在学中に、サークル内で出会った同級生とコンビを組み、漫才を中心に2003年で地元松山市を中心にアマチュア芸人として活動を開始した。2005年には最初のコンビを解散し、松山大学の学生とコント中心のコンビを結成し、1年3ヶ月の活動した。その間に2度の単独コントライブを行う。

### 大学卒業後
2007年3月に活動拠点を地元松山市から東京に移し、ピン芸人として活動開始した。2008年5月から代官山プロダクションに所属した。
代官山プロダクション倒産後、片野明隆とタンデム・シップを結成。さらに、印度の林檎とトミウラタカユ機と笑業団体しきかけ一味を結成。現在活動中。

## 芸風
ピン芸人時代に出演した『エンタの神様』では、キーボードを弾きながら、ガッカリしたというネタを「ガッカリ～、ガッカリ～、ガッカリカリカリカリフォルニア～」というリズムに合わせて披露した。この他には、拍子木を打ちながら現実的でテンションの下がるような落ちに持っていく歌ネタなどがある。
コンビ結成後は、漫才やコントのボケを担当している。

## 出演歴

### ピン芸人時代
- らくさぶろうのモーニングオン（南海放送ラジオ）2003年4月から2007年2月までレギュラー出演
- お笑いナビJr vol.2（2位）（2007年5月）
- King of Free 2007（8位）（2007年7月）
- PRINCE SPEED vol.1〜4（優勝）（2007年9 - 12月）
- 第2回 ザ・登竜門（優勝）（2007年11月）
- PRINCE SPEED vol.7（優勝）（2008年3月）
- 第1回　芸人無名王決定戦!!（優勝）（2008年4月）
- ワライ1（2007年9月）
- ワライ2（2007年12月）
- ワライ3（2008年3月）

### プロダクション所属後
- エンタの神様（2009年1月17日）キャッチコピーは「がっかりなカリカリBOY」